# Pachyophis woodwardi
Pachyophis woodwardi – najstarszy znany prawdziwy wąż, odnaleziony w okolicach miasta Bileća w Bośni, żyjący w późnej kredzie (wiek cenoman) 94,3–99,7 milionów lat temu. Żył w Oceanie Tetydy.